# Coenraad van Zijp
Coenraad van Zijp ( 1879 , Tanjung Pinang, archipiélago de Riau, Indonesia - desconocida) fue un boticario, naturalista neerlandés.
Vivió hasta 1921 en las entonces Indias Orientales Neerlandesas. Desde 1922 vivió en o cerca de la India. Zijp escribió ensayos sobre la farmacología, química y botánica. En los tratados de botánica, que publicó junto con Theodoric Valeton (1855 a 1920).
- La abreviatura «Zijp» se emplea para indicar a Coenraad van Zijp como autoridad en la descripción y clasificación científica de los vegetales.[2]